# Скрипун мраморный
Скрипун мраморный (лат. Saperda scalaris) — жук из семейства усачей и подсемейства Ламиины.

## Описание
Жук длиной от 11 до 19 мм. Время лёта взрослого жука с мая по июль.

## Распространение
Распространён на обширной территории Европы (за исключением Ирландии и Португалии), в Турции и Алжире.

## Экология и местообитания
Жизненный цикл вида длится от одного до двух лет. Кормовые растения: различные представители лиственных деревьев, а также два рода хвойных — пихта (Abies) и ель (Picea).